# کاپا مثلث جنوبی
کاپا مثلث جنوبی یک ستاره است که در صورت فلکی مثلث جنوبی قرار دارد.